# Platygaster alticola
Platygaster alticola är en stekelart som beskrevs av Jean-Jacques Kieffer 1910. Platygaster alticola ingår i släktet Platygaster och familjen gallmyggesteklar. Inga underarter finns listade i Catalogue of Life.